# Astacoides petiti
Astacoides petiti là một loài tông càng sông trong họ Parastacidae.